# Amon Amarth (groupe)
Pour l’article homonyme, voir Amon Amarth.
Amon Amarth est un groupe suédois de death metal mélodique, originaire de Tumba. Formé en 1992, le groupe est souvent cité comme faisant partie du mouvement viking metal du fait qu'il aborde des thèmes liés aux Vikings et à la mythologie scandinave, mais les membres du groupe rejettent cette appellation. Le nom du groupe signifie « Montagne du Destin » en sindarin, langue construite par le philologue et écrivain J. R. R. Tolkien.

## Biographie

### Formation et débuts (1988–1996)
Le groupe émerge de l'ancien groupe Scum, fondé en 1988 par Paul « Themgoroth » Mäkitalo (Dark Funeral) au chant, Olavi Mikkonen à la guitare, Nico Mehra (alias Nico Kaukinen) à la batterie, Petri Tarvainen à la basse et Vesa Meriläinen guitare électrique, le groupe joue à l'origine de la musique folk grindcore. Après une démo enregistrée en 1991 (créditée par Scum), le groupe est rejoint par Johan Hegg (chant), Anders Hansson (guitare) et Ted Lundström (basse).
Le groupe change son nom pour Amon Amarth en 1992 et enregistre sa première démo intitulée Thor Arise (1993). Il n'a jamais été commercialisé à cause de sa faible qualité audio,, mais le groupe attire l'attention de fans de metal extrême. En 1994, une autre démo intitulée The Arrival of the Fimbul Winter est enregistrée ; cette fois à un millier d'exemplaires.
En 1996, ils signent au label Pulverised Records, sur lequel ils commercialisent leur premier mini-album, Sorrow Throughout the Nine Worlds, vendu à 6 000 exemplaires.

### Signature avec Metal Blade Records (1998–2006)

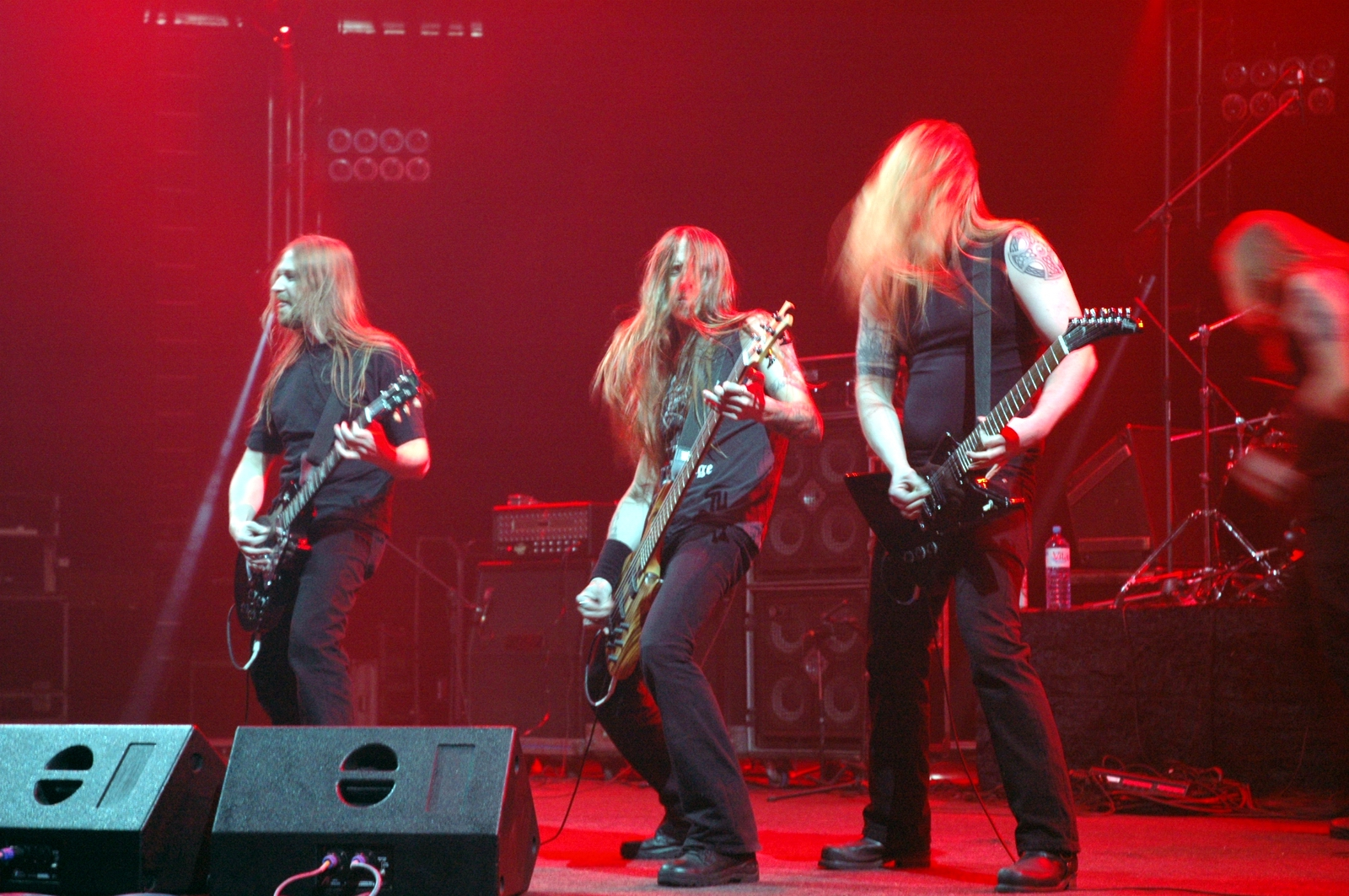
Amon Amarth au Metalmania Festival 2005, en Pologne.

Le groupe signe un contrat avec le label discographique Metal Blade Records, avec lequel ils font paraître en février 1998 leur premier album Once Sent from the Golden Hall, qui devient un véritable succès. Dès lors, ils partent dans de nombreuses tournées américaines et canadiennes. En juin 1998, alors que le groupe commence sa tournée aux côtés de Deicide, Six Feet Under et Brutal Truth, le guitariste Anders Hansson quitte le groupe et se voit remplacé par Johan Soderberg. Après la tournée, Martin Lopez quitte le groupe pour rejoindre Opeth et Fredrik Andersson (ancien membre de A Canorous Quintet) se joint au groupe.
Avec ce nouveau line-up, au printemps 1999, le groupe enregistre son second album, The Avenger. Le groupe participe à une tournée promotionnelle de cet album, le X-Mas Massacre Festivals Tour, avec Morbid Angel.
The Crusher, leur troisième album commercialisé en 2001, est considéré par ses fans comme étant l'album le plus agressif du groupe. Le groupe part pour une tournée promotionnelle de l'album avec Marduk et Vader, qui prennent part au No Mercy Festival. Leur première tournée américaine se déroule en 2001, mais, à la suite des attentats du 11 septembre, la tournée est reportée pour janvier 2002, sans Marduk. En avril 2002, le groupe part en tournée européenne avec Vomitory, et ensuite en août 2002 au Wacken Open Air devant 12 000 spectateurs. Leur quatrième album Versus The World est enregistré au Berno Studio de Malmö et publié le 18 novembre. Leur tournée pour cet album continue jusqu'en 2004, année à laquelle le groupe sort son cinquième album Fate of Norns le 6 septembre 2004.
L'album With Oden on Our Side (2006), prouve (selon AllMusic) qu'« Amon Amarth fait toujours partie des champions de la catégorie death metal. », et atteint la 26e place du US Top Independent. Les chansons de l'album ne sont pas inclus dans le DVD Wrath of the Norsemen (la chanson éponyme étant trouvée dans l'album paru en 2011) commercialisé en mai 2006, puis certifié disque d'or aux États-Unis (et platine au Canada).

### Succès avecTwilight of the Thunder God(2008–2010)
Amon Amarth relance son contrat avec Metal Blade Records pour trois nouveaux albums. Par la suite, le groupe fait paraître l'album Twilight of the Thunder God, avec en apparition Lars Göran Petrov du groupe Entombed, Roope Latvala du groupe Children of Bodom, et le groupe Apocalyptica. Twilight of the Thunder God est considéré comme étant le meilleur album à succès du groupe et atteint la 50e place dans les classements musicaux américains, la 6e en Allemagne, la 10e en Finlande, la 11e en Suède, la 14e en Autriche, et la 21e en Suisse. Il finit à la septième position du Top 20 de Revolver Magazine. Amon Amarth participe à une tournée nord-américaine en octobre 2008, avec Ensiferum, Belphegor, et The Absence. 
En 2009, le groupe revient aux États-Unis pour une tournée avec Goatwhore, Skeletonwitch et Lazarus A.D., puis en 2010 avec Holy Grail et Eluveitie. Entre-temps, Amon Amarth est nommé « meilleur groupe » aux prestigieux Golden Gods Awards de Metal Hammer. le groupe est également soutenu par Slayer dans leur tournée européenne Unholy Alliance Chapter III. Le groupe participe pour la première fois à une tournée en Inde, au Deccan Rock Festival de Bangalore le 5 décembre 2009.

### Surtur RisingetDeceiver of the Gods(2010–2013)
Le 30 novembre 2010, Amon Amarth confirme un prochain album du nom de Surtur Rising et une date de parution prévue pour 2011. Les morceaux de batterie ont été enregistrés aux Park Studios, tandis que les morceaux de basse et de guitares le sont aux Fascination Street Studios. Ils participent au Wacken Open Air de 2012, au Hellfest 2012, au Download Festival 2013, au Sweden Rock Festival ainsi qu'au Mayhem Festival 2013.
Le 12 avril 2013, ils révèlent un neuvième album intitulé Deceiver of the Gods, présentant une couverture de Ragnarök, la dernière guerre entre les dieux Æsir et Loki. Celui-ci est enregistré aux Backstages studios dans le comté de Derbyshire (Angleterre) et marque une rupture. En effet, les critiques relèvent un changement dans le son qui tend vers le heavy metal. Cet album sort le 24 juin 2013.

### Jomsvikings(2015-2018)

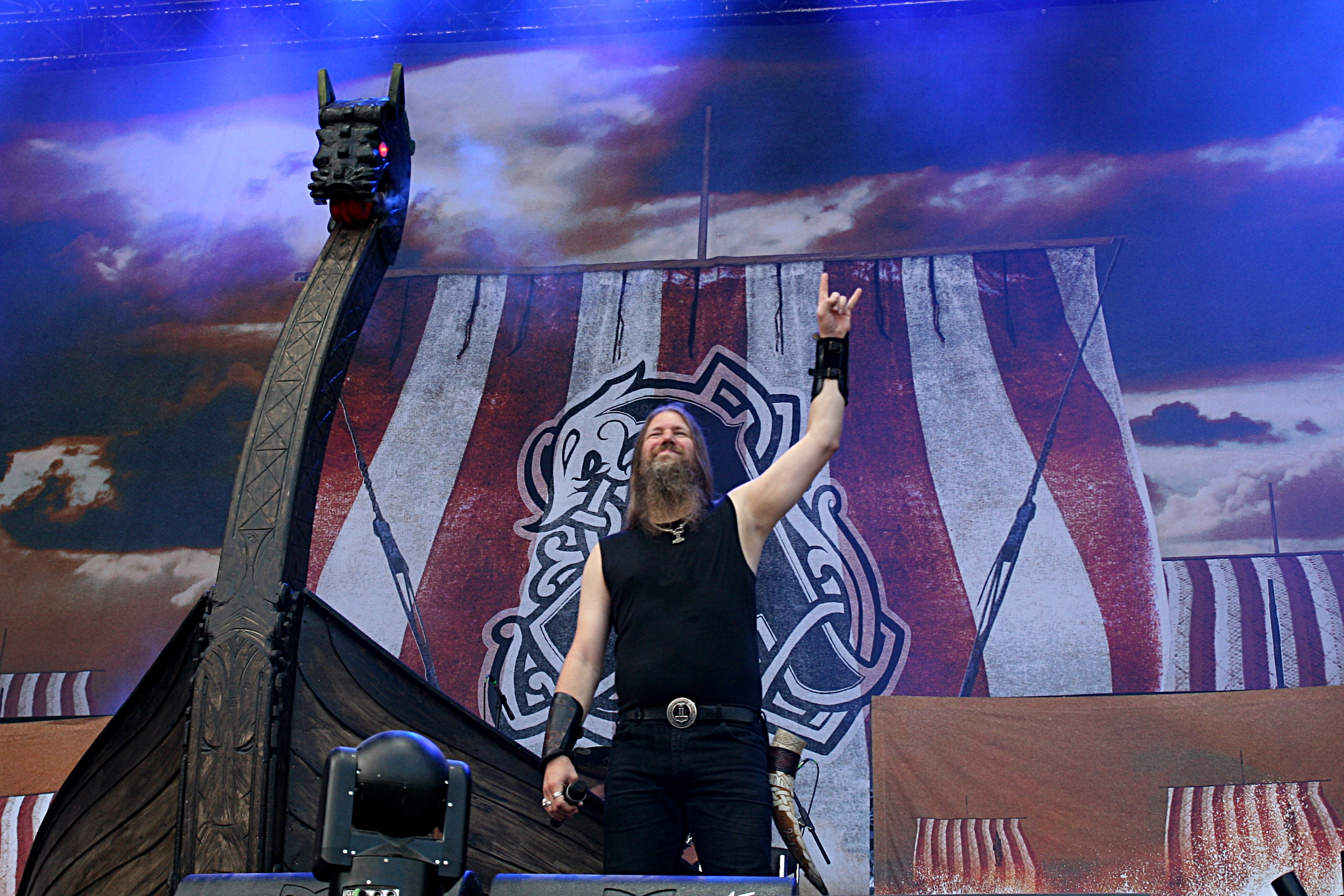
Johan Hegg (chanteur) au Rock im Park-Festival 2013.

Le 19 mars 2015, le groupe annonce le départ de leur batteur Fredrik Andersson et en même temps qu'un nouvel album est en début d'écriture. Le 17 août, le groupe, par l'intermédiaire du chanteur Johan Hegg, confirme qu'il rentre en studio pour enregistrer son nouvel album, mais sans toutefois donner plus d'informations. Le 19 janvier 2016, le groupe publie sur les réseaux sociaux une vidéo humoristique annonçant la sortie de leur premier single First Kill. 
Le 25 janvier, ils annoncent la sortie officielle de leur nouvel album, ainsi que son titre : il sort le 25 mars et est intitulé Jomsviking. Cet album est, comme pour le précédent opus, enregistré dans les Backstages Studios avec comme batteur invité Tobias Gustafsson, de la formation God Macabre et précédemment de Vomitory. Il s'agit alors de leur premier album-concept, prenant comme sujet principal la caste semi-légendaire des Jomsvikings. Par la même occasion, ils dévoilent des dates de tournée d'abord en Europe, avec notamment une date à Londres le 22 mars, ainsi qu'en Amérique du Nord, cette tournée débutant le 7 avril à San Diego et se terminant le 21 mai à Los Angeles. Pour cette tournée, le groupe fait appel à Jocke Wallgren (du groupe October Tide) pour assurer la batterie. Ils publient le même jour un clip de leur premier single First Kill. 

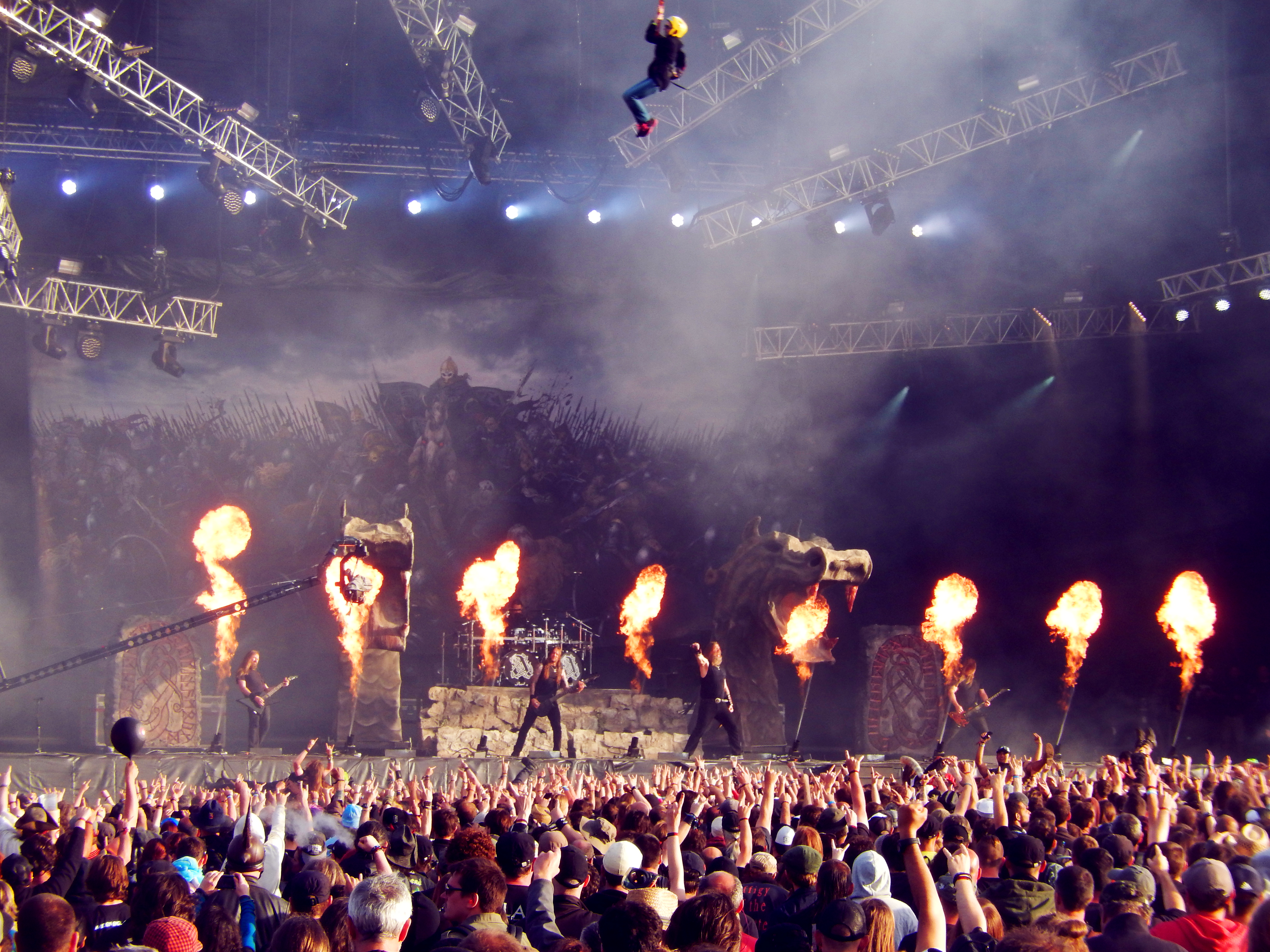
Amon Amarth au Hellfest 2016

Quelques semaines après sa sortie, l'album rentre dans les charts, où il se classe notamment 5e en Suède, 1er en Autriche, 1er en Allemagne ou bien quatrième en Finlande. Fin septembre 2016, Amon Amarth annonce le recrutement de Wallgren comme membre permanent du groupe. Le 3 novembre, le groupe annonce sa nomination aux Revolver Music Awards 2016, dans les catégories « chanson de l'année » (pour Raise Your Horns) et « meilleur chanteur » (pour Johan Hegg). 
Le groupe repart en tournée à partir du 23 mars 2017, en compagnie de Dark Tranquillity et d'Omnium Gatherum, avec une première date à Utrecht et passant par d'autres villes européennes, comme Cologne, Bologne, Marseille ou bien Saragosse. Le 21 novembre 2017, le groupe lance son propre jeu mobile réalisé en partenariat Ride and Crash Games. Il s'agit notamment d'incarner Thor et de protéger Midgard des attaques de créatures, telles que Surtur, Fenrir ou bien Nidhögg. 

### 25 Years in the Eye of the StormetBerserker(2018-2021)
Le 24 mars 2018, lors d'une interview accordé au Heavy Magazine dans le cadre du Download Festival, le bassiste Ted Lundström confirme qu'un nouvel album est en cours d'écriture et qu'ils arrivent presque à terme de cette phase, sans toutefois donner plus de précisions sur celui-ci. Le 16 novembre 2018, pour fêter leur 25 ans d'existence, le groupe publie le DVD The Pursuit of Vikings : 25 Years in the Eye of the Storm. Il inclut notamment un documentaire revenant sur l'histoire du groupe, ainsi que deux performances live enregistrées au Summer Breeze 2017. 
Le 7 janvier 2019, le site spécialisé Blabbermouth révèle que le groupe termine l'enregistrement de l'album aux Sphere Studios à Los Angeles. Ils font pour la première fois appel au producteur Jay Ruston, connu pour son travail avec des groupes comme Anthrax, Steel Panther, Uriah Heep ou bien Stone Sour. Il est annoncé pour le printemps 2019. Le même magazine révèle également qu'une des chansons de l'album traitera de la bataille de Stamford Bridge.   
Plus de détails sont révélés le 20 mars 2019, date à laquelle le groupe révèle la pochette, ainsi que la liste des titres et le nom de l'album. Ce dernier s'intitule Berserker et sort le 3 mai 2019, toujours le label Metal Blade Records. Pour promouvoir ce dernier, le groupe annonce le 15 avril 2019 une tournée nord-américaine démarrant le 26 septembre 2019 à Seattle. Ils sont alors accompagnés d'autres groupes suédois, comme Arch Enemy, At the Gates ou bien Grand Magus. Le groupe continue de promouvoir l'album avec une nouvelle tournée européenne, avec Arch Enemy et Hypocrisy en première partie, à partir du 14 novembre 2019 et une première étape à Vienne. Celle-ci s'achève le 15 décembre 2019 à Amsterdam.     
Le 18 février 2020, Amon Amarth annonce la sortie d'un jeu mobile intitulé Berserker pour le 21 février 2020, développé en partenariat avec la société suédoise Ride & Crash Games AB.      
Le 06 octobre 2020, leur opus Jomsviking est certifié disque d'or en Allemagne. En guise de remerciements, le groupe dévoile le clip live de "Fafner's Gold" tourné à Oberhausen lors de leur "Berserker Tour" en décembre 2019.       
Le 02 novembre 2021, ils annoncent une tournée européenne commune avec Machine Head devant démarrer le 08 septembre 2022 à Nottingham pour s'achever le 22 octobre 2022 à Stuttgart.        

### Nouvelles sorties (depuis 2022)
Le 17 février 2022, le groupe publie Put Your Back Into the Oar que le groupe décrit comme un « hymne pour les fans ». Ce single indépendant est enregistré en janvier 2021 aux Fascination Street Studios avec Jens Bogren en tant que producteur. 
Le 2 juin 2022, ils annoncent la sortie de leur douzième album The Great Heathen Army pour le 5 août 2022 sous Metal Blade Records. Un premier extrait, Get in the Ring, est dévoilé. Pour l'écriture de l'album, le chanteur Johan Hegg déclare alors s'être inspiré de "certains éléments historiques", mais en prenant en compte également quelques éléments ésotériques de la culture viking. 

## Style musical

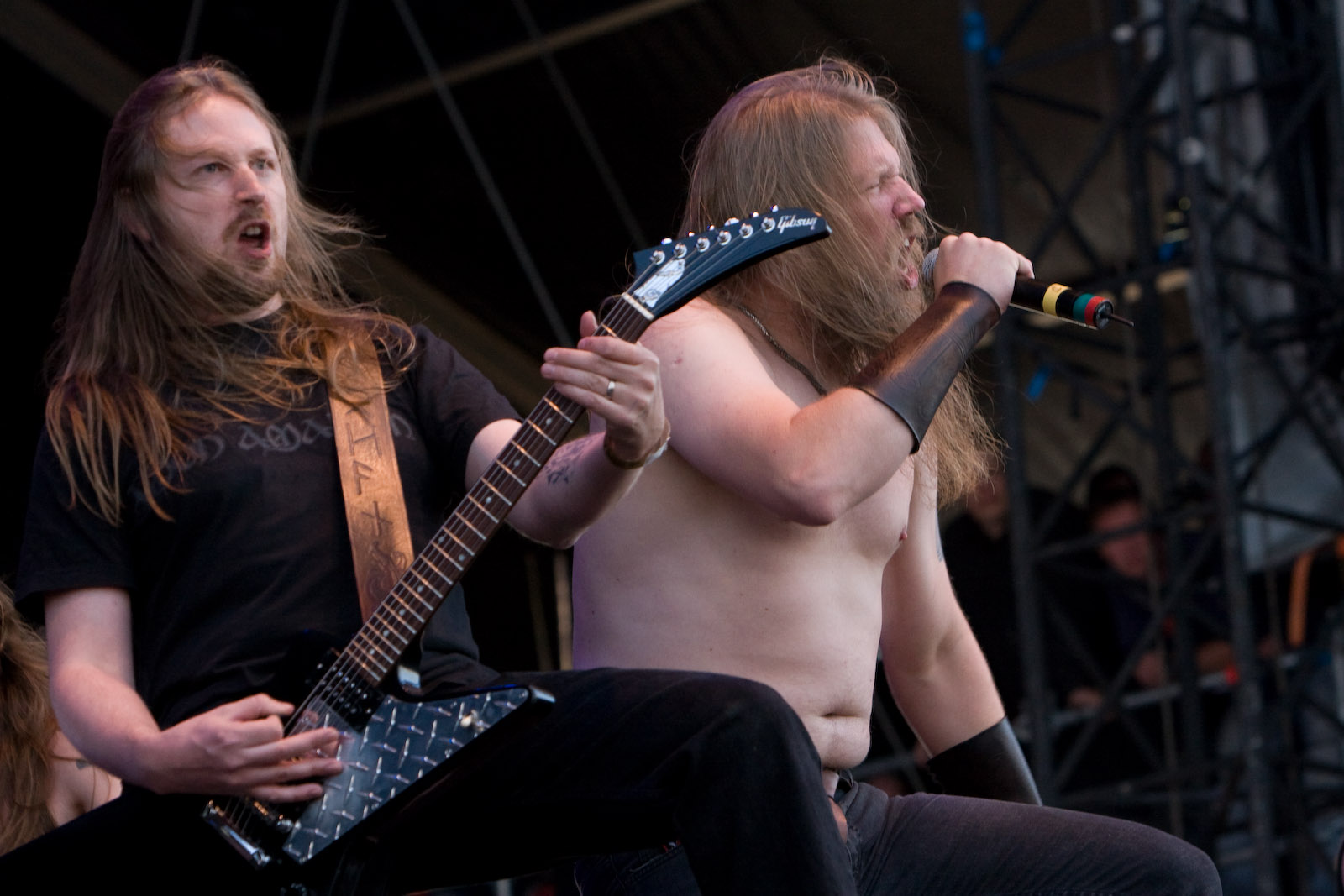
Johan Söderberg et Johan Hegg de Amon Amarth en 2007.

Amon Amarth aborde surtout des thèmes reliés aux Vikings et à la mythologie scandinave. Le groupe se décrit d'abord comme étant un groupe de death metal mélodique. Par abus de langage et au vu de l'iconographie du groupe, certains le classifient comme étant du viking metal : si cette erreur est courante, le viking metal est en réalité un sous-genre dérivé du folk metal.
Une réelle sensibilité artistique se remarque dans les textes écrits par Johan Hegg, faisant référence, selon ses dires, à des expériences personnelles (livre lu, film, etc.) « dans la vie en général ».

## Membres

### Membres actuels
- Johan Hegg − chant (depuis 1992)
- Olavi Mikkonen − guitare (depuis 1992)
- Ted Lundström − basse (depuis 1992)
- Johan Söderberg − guitare (depuis 1998)
- Jocke Wallgren − batterie (depuis 2016)

### Anciens membres
- Nico Kaukinen − batterie (1992–1996)
- Anders Hansson − guitare (1992–1998)
- Martin Lopez − batterie (1996–1998)
- Fredrik Andersson − batterie (1998-2015)

## Vidéographie

### Clips
- 2004 : The Pursuit of Vikings, tiré de Fate of Norns, dirigé par Meiko Tippett et Philip Hirsch
- 2006 : Runes to My Memory, tiré de With Oden on Our Side, dirigé par Bill Schacht
- 2007 : Cry of the Blackbirds, tiré de With Oden on Our Side, dirigé par Bill Schacht
- 2008 : Twilight of the Thunder God, tiré de Twilight of the Thunder God
- 2009 : Guardians of Asgaard avec Lars Göran Petrov, tiré de Twilight of the Thunder God
- 2014 : Father of the Wolf, tiré de Deceiver of the Gods, dirigé par Ramon Boutviseth
- 2014 : Deceiver of the gods, tiré de Deceiver of the Gods, dirigé par Sören Schaller et utilisant des images tirés du film Northmen : Les Derniers Vikings dans lequel joue Johan Hegg
- 2016 : First Kill, tiré de Jomsviking
- 2016 : Raise your horns, tiré de Jomsviking, dirigé par Vince Edwards - le clip est un assemblage de saynètes tournées par le groupe, d'extraits de concerts enregistrés à San Diego, Londres, Paris, Tilbourg, Berlin et au Hellfest 2016 auxquels s'ajoutent des vidéos envoyées par des fans et amis où ils lèvent leurs cornes pour saluer le groupe
- 2016 : At Dawn's First Light, tiré de Jomsviking, dirigé par Darek Szermanowicz
- 2017 : The Way of Vikings, tiré de Jomsviking
- 2019 : Raven's Flight, tiré de Berserker, 1re partie
- 2019 : Crack the Sky, tiré de Berserker, 2e partie
- 2019 : Mjolner, Hammer of Thor, tiré de Berserker, 3e partie
- 2019 : Shield Wall, tiré de Berserker
- 2022 : Put Your Back Into The Oar, tiré du single du même nom, réalisé par Ryan Mackfall
- 2022 : Get In The Ring, tiré de l'album The Great Heathen Army, réalisé par Dariusz Szermanowicz
- 2022 : The Great Heathen Army, tiré de l'album éponyme, dirigé par Pavel Trebukhin
- 2022 : Find A Way or Make One, tiré de l'album The Great Heathen Army, dirigé par Mikis Fontagnier
- 2023 : Heidrun, tiré du single homonyme.
- 2023 : Saxons And Vikings, tiré de l'album The Great Heathen Army, collaboration avec le groupe Saxon, réalisé par Pavel Trebukhin
- 2025 : We Rule The Waves, tiré du single du même nom

### Clips lyriques
- 2013 : As Loke Falls, tiré de Deceiver of the Gods
- 2021 : Masters of War, tiré de The Crusher, clip sorti pour les 20 ans de l'album
- 2022 : Oden Owns You All, tiré de l'album The Great Heathen Army, dirigé par Phil Wallis.

### Clips live
- 2003 : Death in Fire, tiré de Versus the World ;
- 2004 : Fate of Norns, tiré de Fate of Norns, enregistré au Wacken Open Air 2012 ;
- 2011 : Destroyer of the Universe, tiré de Surtur Rising ;
- 2018 : Guardians of Asgaard, tiré de Twilight of the Thunder God, vidéo enregistrée au Summer Breeze Open Air.